# Jeremiasz (Gaelanew)
Jeremiasz (imię świeckie Samuel Gaelanew, ur. 14 marca 1973) – duchowny Etiopskiego Kościoła Ortodoksyjnego, od 2017 biskup Północnego Wollo.

## Życiorys
Święcenia kapłańskie przyjął 14 marca 2002. Sakrę biskupią otrzymał 16 lipca 2017.